# Бандо (Венеција)
Бандо (итал. Bando) је насеље у Италији у округу Венеција, региону Венето.
Према процени из 2011. у насељу је живело 14 становника. Насеље се налази на надморској висини од 6 м.